# Кингстон (морски термин)
Кѝнгстон (на английски: kingston valve) е вентил или клапан, регулиращ достъпа към корабната система на извънбордната вода. Разположен е в подводната част на кораба (съда). Използва се за приемане на забордна вода или за изпомпване на течности зад борда. Има много различни конструкции на клапана. Названието на клапана идва от руски език, тъй като в руския флот монополен производител на тези клапани е фирмата Kingston, на името на изобретателя на клапана, английският инженер Джон Кингстон (на английски: John Kingston) (1786 – 1847).
„Отваряне на кингстоните“ често се използва като синоним на умишлено потопяване на надводен плавателен съд.
В подводниците (ПЛ) терминът кингстон се използва за означение на клапана в баластните цистерни и е част от системата за потапяне и изплуване. В цистерните на главния баласт той се използва за приемане на вода при потапяне и за изхвърлянето и от цистерните („продувка“) при изплуване; в спомагателните цистерни – за диферентовка.
Типичната конструкция на кингстон на ПЛ е сдвоен плосък кобиличен клапан. Такава конструкция осигурява еднакви усилия при отваряне/затваряне, независимо от противодействащото налягане. Поставят се в кингстонна кутия, за да се предпази конструкцията от деформациите, възникващи от динамичните натоварвания върху корпуса (при лягане на грунта, плаване в лошо време и т.н.) Управлява се дистанционно с помощта на механическа трансмисия (хидравлична, пневматична или ръчна).